# Arteria testicularis
Die Arteria testicularis (lat. „Hodenarterie“) ist eine Arterie bei männlichen Individuen, die beidseitig aus der Bauchaorta Aorta abdominalis entspringt und den Hoden, Nebenhoden und Anfangsabschnitt des Samenleiters versorgt. Der Abgang erfolgt beidseits unterhalb (bei Tieren hinter) der Arteria renalis (Nierenarterie) im Lendenbereich. Das homologe Blutgefäß bei weiblichen Individuen heißt Arteria ovarica (Eierstockarterie).
Die große Entfernung zwischen Arterienursprung und Zielorgan liegt in der embryonalen Anlage der Hoden begründet. Diese entwickeln sich zunächst unterhalb der Nieren und wandern bei den meisten Säugetieren während der Fetalperiode in den Hodensack. Während dieses Hodenabstiegs verlängert sich die Arterie entsprechend.

## Verlauf
Vom Ursprung der Arterie verläuft sie zusammen mit der gleichnamigen Vene (Vena testicularis) an der rückenseitigen Wand der Bauchhöhle in einer Serosafalte (Plica vasculosa oder Mesorchium proximale) zum inneren Leistenring. Bei der Überkreuzung des Harnleiters gibt sie Rami ureterici an diesen ab. Am inneren Leistenring tritt sie durch den Leistenkanal aus der Leibeshöhle aus und bildet mit den anderen Leitungsstrukturen des Hodens den Samenstrang (Funiculus spermaticus). Im distalen Teil des Samenstrangs knäuelt sie sich stark auf („Rankenarterien“), was als Rankenkonvolut bezeichnet wird (Einzelheiten siehe Samenstrang).
Im Bereich des Hodenkopfes entlässt die Arterie Äste für den Nebenhoden (Rami epididymales) und Samenleiter (Rami ductus deferentialis). Die Arterie selbst zieht am Nebenhodenrand (Margo epididymalis) zum Schwanzende (Extremitas caudata) des Hodens. Hier schlägt sie um und läuft bei den meisten Säugetieren am freien Rand (Margo liber) des Hodens wieder zum Kopfende (Extremitas capitata) des Hodens.
Von diesem Endast gehen zahlreiche Äste aus, die geschlängelt in der Tunica albuginea des Hodens verlaufen. Von hier ziehen Äste zentripetal in das Hodeninnere bis zum Mediastinum testis, schlagen dort um und ziehen wieder zentrifugal nach außen, um in den Kapillarnetzen um die Hodenkanälchen zu münden.